# 黃金山
黃金山，字藻高。福建福清人，清朝政治人物、同進士出身。

## 生平
同治十年（1871年）辛未科進士，三甲一百六十四名，官建昌知县。